# فرودگاه شهری کلرادو
فرودگاه شهری کلرادو (به انگلیسی: Colorado City Municipal Airport) یک فرودگاه همگانی است که یک باند فرود آسفالت دارد و طول باند آن ۱۵۵۴ متر است. این فرودگاه در شهر کلرادو سیتی، آریزونا کشور ایالات متحده آمریکا قرار دارد و در ارتفاع ۱۴۸۶ متری از سطح دریا واقع شده‌است.